# Eragrostis sessilispica
Eragrostis sessilispica är en gräsart som beskrevs av Samuel Botsford Buckley. Eragrostis sessilispica ingår i släktet kärleksgrässläktet, och familjen gräs.
Artens utbredningsområde är Texas. Inga underarter finns listade i Catalogue of Life.